# Anne Schwanewilms
Anne Schwanewilms (Gelsenkirchen, Alemanya, 1967) és una soprano lírica alemanya. Està associada especialment a la interpretació de les obres de Wagner, Franz Schreker, Alban Berg i Richard Strauss.
Va estudiar amb el baix alemany Hans Sotin i va entrar a formar part de l'Òpera de Colònia. En els últims anys s'ha destacat principalment per les seves interpretacions de les òperes de Richard Strauss: Arabella, Capriccio, El cavaller de la rosa, Ariadne auf Naxos, Daphne, L'amor de Dánae i Elektra (Chrysotemis), que ha cantat a Londres, Berlín, Dresden, Milà, Hamburg, Amsterdam, Chicago o París, així com en els Festivals de Salzburg, Edimburg, Sant Sebastià i Canàries.
El seu repertori inclou també els papers de Marie a Wozzeck a Bordeus i Dresden, Elettra de Idomeneo a Glyndebourne, Londres, Berlín, Lucerna i Salzburg, Genoveva de Schumann a Leipzig i Viena, El so llunyà de Schreker a Berlín, Amsterdam i Salzburg, Desdemona a Otello a Malmö i Dresden, Elsa a Lohengrin a Parma, Bonn, Ravello, Essen, La Scala de Milà, Colònia, Dresden i el Covent Garden, Madame Lidoine en Dialogues des Carmélites a [Hamburg, Elisabeth a Tannhäuser al Japó, Roxane a El rei Roger de Szymanowski a Bregenz, Euryanthe de Weber a Glyndebourne o la Comtessa a Les noces de Fígaro a Berlín i Chicago.
Ha cantat, entre d'altres, amb Simon Rattle, Mark Elder, Myung-Whun Chung, Lorin Maazel, Riccardo Chailly, Giuseppe Sinopoli, Seiji Ozawa, James Levine, Semyon Bychkov, James Conlon, Daniel Barenboim, Vladimir Jurowski i Michael Gielen.

## Liceu
El 2009 s'estrena al Gran Teatre del Liceu amb El rei Roger de Szymanowski.

## Gravacions
Ha gravat la novena simfonia de Beethoven amb Seiji Ozawa, la segona i vuitena simfonia de Mahler amb Riccardo Chailly i Elektra (Chrysotemis) amb Semyon Bychkov. El 2002 va ser elegida Cantant de l'Any per la prestigiosa revista alemanya Opernwelt.